# ジョージ・コクラン (宣教師)
ジョージ・コクラン（George Cochran、1834年1月14日 - 1901年5月24日）は、アイルランド出身のカナダ・メソジスト教会の宣教師である。ジョージ・カックラン、ジョウジ・カクランとも表記される。

## 生涯

### 幼少期・青年期
1834年（天保5年）1月14日 アイルランドのキャバンブで誕生。産まれてすぐ家族とともにカナダのオンタリオ州へ移住。後にキャサリン・デーヴィッドソン(Catherine)と結婚。
1853年（嘉永6年）
- ウェスレアン・メソジスト教会の教職試補となる[2]。
- トロントのメトロポリタン教会の牧師を務める[2]。

1856年（安政2年） 按手礼を受ける。
1861年(文久元年) 長女スーザン(Susan)誕生。
1868年(明治元年) 次女モード(Maude)誕生。

### 日本宣教師
1873年（明治6年）5月 カナダ・ウェスレアン・メソジスト教会(後のカナダ・メソジスト教会)よりデイヴィッドソン・マクドナルドと供に第1陣の宣教師として日本に派遣される。
1873年（明治6年）6月30日 横浜に上陸。マクドナルドと一緒に横浜の山手に家を借り、英語と聖書を教える。
1874年（明治7年）
- 1月4日 横浜ユニオン・チャーチで説教を行い、出席していた中村正直(同人社の創立者)と出会う。それがきっかけで東京小石川の同人社の教師となり、同人社で日曜礼拝を行うようになる[3]。
- 4月　コクランの日本語教師であった牧野栄吉と家僕安富清彦に洗礼を授ける[2]。
- 8月22日 同人社構内の教師館に移り住む[3]。
- 12月25日 中村正直とその養子一吉に洗礼を授ける[3]。中村はカナダ・メソジスト教会の日本人最初の信徒になる。

1875年（明治8年）11月21日 平岩愃保とその叔父小田幸次郎に洗礼を授ける。平岩は静岡教会4代目・6代目牧師、静岡女学校(後の静岡英和女学院)の創立者、キリスト教界の指導者で日本メソヂスト教会第2代監督となる。
1876年（明治9年）
- 初頭 小田幸次郎の家（牛込築土前町）で説教場を開設[3]。
- 4月 健康を害し、同人社の教師館から駿河台に移る[3]。
- 9月8日 カナダ・メソジスト教会の第2陣の宣教師として、ジョージ・ミーチャムとチャールズ・イビーが来日する。コクランはこの後チャールズ・イビーと共に伝道者育成に努めることになる。
- 9月9日 第1陣宣教師（ジョージ・コクランとデイヴィッドソン・マクドナルド）と第2陣宣教師が駿河台のコクラン邸に集まり、部会を組織[4]。この第一回部会で日本部会を日本メソヂスト教会と呼称することが決定した[4]。コクランが部会長、イビーが書記に選ばれた[5]。また、浅川 広湖・山中笑・佐藤重道の3人が教職試補に挙げられた[5]。
- 11月 外国人居留地の築地明石町にある宣教師館に移る[3]。

1878年（明治11年）
- マクドナルドと供にカナダ・メソジスト教会に婦人宣教師派遣を請願する。
- 12月29日 牛込築土前町17番地に会堂を建築し、同人社集会と小田家集会の受洗者を構成員とする牛込教会（現、頌栄教会）となる[3]。

1879年（明治12年） カナダに帰国する。
1882年（明治15年） ビクトリア大学 (トロント大学)より名誉神学博士号を贈られる。
1884年（明治17年） 再来日して、東洋英和学校を創立し、初代校長に就任する。また、長女スーザン・次女モードも教師として務める。そして、土屋彦六、榎本睦三、本多庸一、平岩愃保、南小柿洲吾らを育てる。
ヘブル語に堪能であったので文語訳聖書(明治元訳聖書)の旧約聖書の翻訳にも従事する。
1893年（明治26年）6月17日 病気のためにカナダに帰国する。カリフォルニア州の牧師、マクレー神学校の学部長を務める。その後、南カリフォルニア大学の神学部で教える。
1901年（明治34年）5月24日 ロサンゼルスで死去する。

## 親族
- 妻　キャサリン コクラン(Catherine Cochran)[1]
- 長女　スーザン コクラン(Susan Cochran、1861年 - ?) 東洋英和女学校教師(1884-1890)[1][6]。
- 二女　モード コクラン(Maude Cochran、1868年 - ?) 東洋英和学校教師(1884-1885)[1]。東洋英和女学校教師(1884-1890)[1][6]。